# Bière de Bretagne
 (janvier 2024).

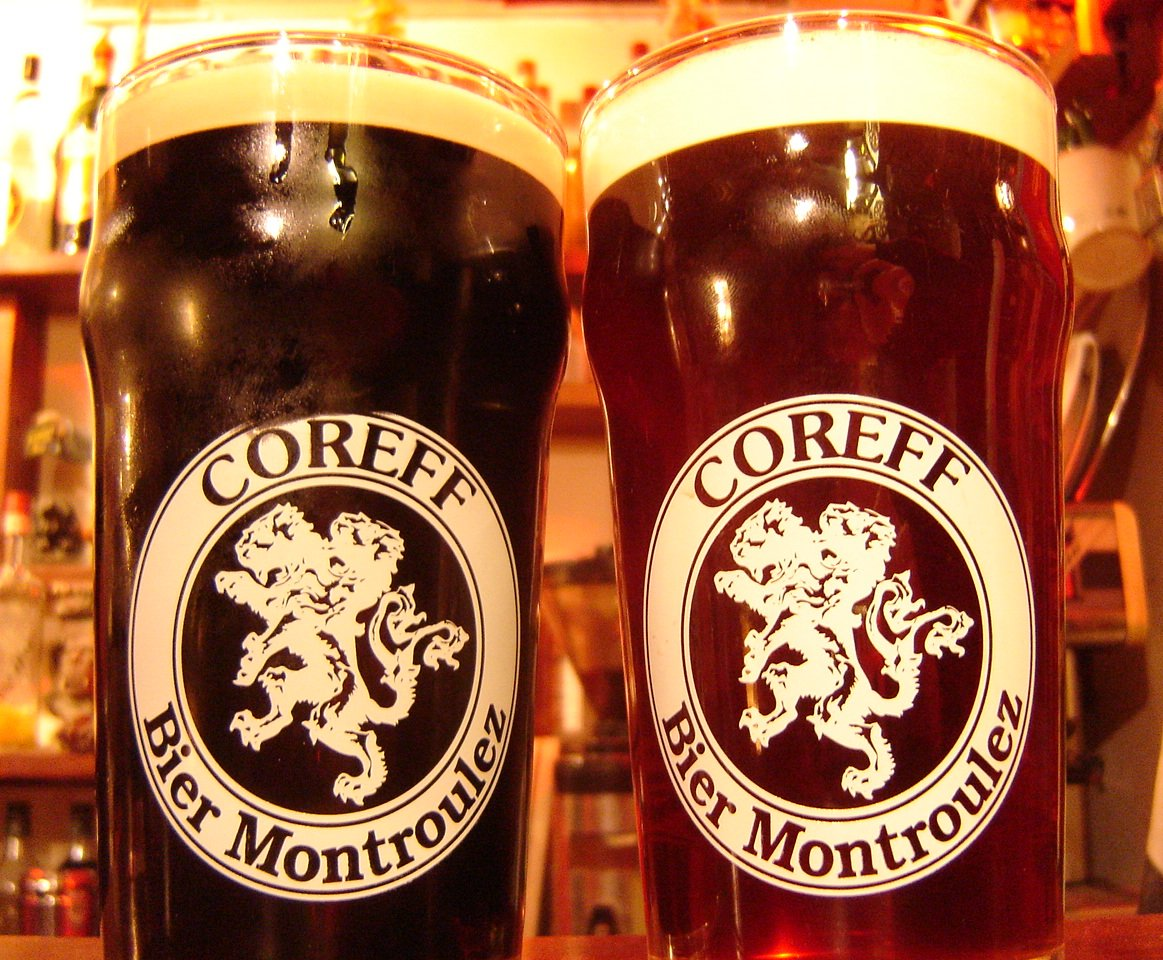
La bière bretonne Coreff, produite à Carhaix par la Brasserie Coreff

La bière de Bretagne désigne la bière brassée en Bretagne. 
À la suite de la création de la Brasserie Coreff en 1985, pionnière du renouveau de la bière artisanale en France, la Bretagne a vu l'ouverture d'environ 80 sites.
Les caractéristiques de leurs bières sont variées, mélangeant quelques saveurs parfois spécifiques à la Bretagne (algues, sarrasin, eau de mer...), et de diverses inspirations brassicoles (belges, anglaises, allemandes...)[Lesquelles ?].

## Les brasseries en Bretagne

### Côtes-d'Armor
- La Brasserie Artisanale Touken - Philomenn (br), dans le Trégor, à Tréguier, Côtes-d'Armor, produit :
  - La Philomenn Blonde (Melen), la Philomenn Rousse (Ruz), la Philomenn Stout, la Philomenn Triple ("Spoum"), la Philomenn Tourbée, la Philomenn Blanche, la Philomenn Brune ("Spoum des Talus" - Mûres sauvages).
- La Brasserie Dremmwel, Brasserie de Bretagne, anciennement brasserie artisanale du Trégor, à Minihy-Tréguier, Côtes-d'Armor, aujourd'hui à Trégunc, Finistère, produit :
  - La Dremmwell.
- La brasserie de Kerampont, à Lannion, Côtes-d'Armor, produit :
  - La Tomm a ra (Ambrée au piment), la Kirio (blonde), la Gwin zegal (blanche), la Ebrel (ambrée), la Kurun (Porter)
- La Distillerie Warenghem, à Lannion, Côtes-d'Armor, dans le Trégor, produit :
  - La Diwall Ambrée, la Diwall Blonde, la Bière Melmor au chouchen.
- La Brasserie de Launay à Plémy, Côtes-d'Armor, produit :
  - La Oézètt (blonde), La Tricoise (brune), La Blanche de Launay, La Zoo-Râ (rousse), La Nedeleg (bière de Noël).
- Les Fous Microbrasserie, à Carnoët, Côtes-d'Armor, produit :
  - La Whyld Mild, la Beyond the Pale, la Orson Ale, la Old Stoat, la Tartarin's top tipple, la Duc de Carnoët.
- La Grobul' Factory à Mellionec, Côtes-d'Armor, produit sous mention "Nature et Progrès" :
  - Rince Monseigneur, blonde ; Tourne Vice, ambrée; Bielle de jour, blondche  ; Saoul capot, brune tourbée ; Pète culasse, noire ; Space Grobul', spéciale.
- La Brasserie Uncle à Etable-sur-Mer, Côtes-d'Armor.
- La Brasstillerie KanArFoll à Pleumeur-Bodou, Côtes-d'Armor, produit :
  - L'Authentique (blonde), la Rouzig (rousse), la American IPA (IPA), la Grivoise, la Bière d'hiver.

### Finistère
- La Brasserie des Abers, à Ploudalmezeau, Finistère, dans le Léon, produit :
  - La Mutine, la Ouessane, la Fleur des Iles, la Dolmen.
- La Brasserie An Alarc'h, à La Feuillée, Finistère, produit :
  - La Hini Du, la Tantad, la Melig, la Mallozh Ruz, la Penn Gwenn, la Kerzu, la Hadarzu, la Damruz
- La Britt Brasserie de Bretagne, à Trégunc, Finistère, produit :
  - La Britt, La Gwiniz Du, la Melen, la Sant Erwann, la Tonnerre de Brest, La Celtika (triple fermentation), L'Ar-Men.
- La Brasserie Coreff. Après avoir longtemps résidé à Morlaix elle est venue s'installer à Carhaix, produit :
  - La Coreff ambrée, la Coreff brune, la Coreff stout, la Coreff ruz
- La Brasserie Tri Martolod, à Concarneau, Finistère, produit :
  - La Tri Martolod blonde, la Tri Martolod brune.
- La Brasserie Kerav'Ale à Roscoff, Finistère, produit :
  - la Rosko Blonde, la Rosko Ambrée, la Rosko Stout, la Rosko Blanche, la Bloscon, la Eost Du, la Melen, la Blonde Bio, la Tommer Goanv (bière de Noël)
- La Brasserie de Pouldreuzic à Pouldreuzic, Finistère, produit :
  - la Penhors Blonde, la Penhors Ambrée, la Penhors Stout, la Penhors Brune, la Penhors Blanche, la Ambrée Bio, la Blonde Bio.
- La Brasserie de Cézon à Lannilis produit :
  - La Cézon de printemps (ale), la Cézon d'été, la Cézon d'automne (stout), la Cézon d'hiver

### Ille-et-Vilaine
- La Microbrasserie RZN City Ales à Rennes, produit :
  - La Vieux Canal (Special Bitter), La Vilaine IPA (English IPA), La Paresse, brassin limité (Blonde Ale), La Bagoul Porter.
- La Brasserie d'Emeraude, à La Richardais, sur la Côte d'Emeraude, produit :
  - La Télès, la Pylône.
- La Brasserie Sainte-Colombe, à Sainte-Colombe, produit :
  - La Sainte Colombe blanche, la Sainte Colombe ambrée, la Sainte Colombe rousse.
- La Brasserie de l'Ombre à Plélan le Grand, produit:
  - L'Ombre jaune, l'Ombre blanche, l'Ombre rouge, l'Ombre bleue.
- La Brasserie du Tonnelier à Erbrée, produit :
  - la bière du tonnelier blonde et la bière du tonnelier rousse.
- La Brasserie Drao, à Rennes.
- La Brasserie Louarn à Montfot-sur-Meu, produit :
  - La bombarde IPA, la Jam session IPA, la boom boom NEIPA, la hipnoz Breizh Ale.

### Morbihan
- La Brasserie de l'Hermin, à Plouhinec, Morbihan, produit 5 bières différentes : l'Arsouille (blonde), la Vieille Canaille (brune), la Petitre Fripouille (ambrée), la Triple Buse et la Nénette.
- La brasserie La Belle Joie, à Kervignac, Morbihan, produit :
  - La Covale blanche, la Pilote en mousse blonde, la Chonchon ambrée, la Gamme 56 Brune au blé noir, la Kervignacoise triple, la Boom APA houblonnée.
- La Brasserie Lancelot, à Le Roc-Saint-André, produit, outre le Breizh Cola, 8 bières différentes :
  - Blanche Hermine, Bonnets Rouges, Cervoise lancelot, Duchesse Anne, Morgane, Pays De Cocagne, Telenn Du, XI.I
- La Brasserie Mor Braz, à Theix, produit :
  - La Mor Braz, l'Océanne.
- La Brasserie La Morgat, à Le Palais, Belle-Île-en-Mer, produit :
  - La morgat ambrée, blanche et blonde bio.
- La Micro-brasserie St-Georges, à Guern, produit sous mention « nature et progrès »  : 
  - La Saint-Georges Blonde (Pale Ale houblonnée), la Saint-Georges Rousse (inspirée de l'Altbier allemande), la Saint-Georges Brune (de type Porter), et des bières de saisons : la Saint-Georges édition printanière (triple céréale lager),  la Saint-Georges édition estivale (de type Hefeweizen), la Saint Georges édition automnale (de type Scotch Ale) et la Saint Georges hivernale (de type Stout).
- La Brasserie Artisanale de Languidic, à Kerdaniel, Languidic, produit :
  - La Mathurin (ambrée), la Félicitée (blanche). (Bières de fermentation haute non filtrées, non pasteurisées).
- L'Âne Brasseur à Saint Aignan, produit : 
  - L'Exploratrice (brune maltée 5 % de type porter), La Grande Exploratrice (brune maltée 9 % de type barleywine), La Voyageuse (blonde houblonnée 7 % de type IPA), Les indécises (Bières ponctuelles variables), La Gouez (Bière sauvage, vieillie plusieurs années en fût de chênes).

### Loire-Atlantique
- La Brasserie du Bouffay, à Carquefou, produit :
  - La Blonde du Bouffay, l'Ambrée du Bouffay, la Blanche du Bouffay, la Braise du Bouffay, la Bière de Noël, la Bio du Bouffay
- La Brasserie de la Côte de Jade à Pornic,  produit :
  - La Brigantine (blonde), la Brigantine (ambrée), La Brigantine (Blanche et Blanche Bio), la Cape crique (fraise/framboise), la Cape crique (mure/cassis)
- La Brasserie de la Brière, à Saint-Lyphard, produit :
  - La Dàna, la Morta, la Thorella, la Typha, l'Aérouant Du, la Paludière, la Bière de Noël.
- La Brasserie de la Divatte, à La Chapelle-Basse-Mer, dans le vignoble nantais, produit :
  - La vieille tour, la Trompe souris.